# Barriada Pi i Margall
La Barriada Pi i Margall és un conjunt de cases en el carrer Sant Llorenç d'Esplugues de Llobregat (Baix Llobregat). Es tracta d'un antic vial que ha quedat aïllat i ha conservat una tipologia de cases protegides com a bé cultural d'interès local.

## Descripció
És un conjunt d'habitatges en filera, seguint la línia del carrer, aïllat del teixit urbà i encaixat en un marc industrial. Els edificis responen al tipus d'habitatges obrers de principi del segle XX: cases de planta baixa i pis amb balcó al carrer i pati o eixida al darrere. Les façanes són estucades en colors pàl·lids, blanc i beix. L'entorn és malmès, llevat que encara sobreviuen petits horts.

## Història
El carrer va ser creat al primer quart del segle XX i dedicat a un pròcer barceloní, Llorenç Haase, constructor dels habitatges. En un document de 1852 es dona fe que l'enginyer L. Haase portà l'aigua a Esplugues. La memòria popular oblidà el nom originari de carrer Llorenç i el santificà, esdevenint Sant Llorenç.